# Angiopteris crinita
Angiopteris crinita är en kärlväxtart som beskrevs av Christ. Angiopteris crinita ingår i släktet Angiopteris och familjen Marattiaceae. Inga underarter finns listade i Catalogue of Life.